# Campionato egiziano di hockey su pista
Il campionato egiziano di hockey su pista è il torneo istituito ed organizzato dalla Federazione di pattinaggio dell'Egitto.
I vincitori di tale torneo si fregiano del titolo di campioni d'Egitto.

## Albo d'oro
| Edizione | Vincitore               |
| -------- | ----------------------- |
| 2007     | Nasr City Sporting Club |
| 2008     | Alaab Damanhour         |
| 2009     | Alaab Damanhour         |
| 2010     | Alaab Damanhour         |
| 2011     | Alaab Damanhour         |
| 2012     | AL-Dakhlyea             |
| 2013     | Alaab Damanhour         |
| 2014     | Alaab Damanhour         |
| 2015     | Alaab Damanhour         |
| 2016     | Alaab Damanhour         |

### Vittorie per squadra
| Titoli | Club                    | Edizioni vinte                                 |
| 8      | Alaab Damanhour         | 2008, 2009, 2010, 2011, 2013, 2014, 2015, 2016 |
| 1      | Nasr City Sporting Club | 2007                                           |
| 1      | AL-Dakhlyea             | 2012                                           |